# پنیولس
پنیولس (به اسپانیایی: Peñoles) شرکت استخراج معدن و صنایع شیمیایی مکزیکی است، که بزرگترین تولیدکننده روی، طلا و سرب در مکزیک بوده، همچنین با تولید ۲٫۵ میلیون کیلوگرم نقره در سال، به‌عنوان بزرگترین تولیدکننده نقره جهان شناخته می‌شود. 
شرکت پنیولس در سال ۱۸۸۷ از ادغام چند شرکت معدن کوچک، در منطقه دورانگو تأسیس شد و در طول بیش از یک قرن با استفاده از روش خریداری و ادغام شرکت‌های استخراج معدن مکزیکی، توسعه یافت. این شرکت در حال حاضر دومین شرکت استخراج معدن مکزیک به‌شمار می‌آید.
دفتر مرکزی شرکت پنیولس در شهر مکزیکو سیتی، مکزیک قرار دارد و بخشی از سهام آن در بازار بورس اوراق بهادار مکزیک معامله می‌شود و جزئی از شاخص آی‌پی‌سی محسوب می‌شود. این شرکت همچنین مالک ۳ کارخانه تولید مواد شیمیایی است و بزرگترین تولیدکننده سولفوریک اسید مکزیک نیز می‌باشد. 
بخش اعظم فعالیت‌های شرکت پنیولس به استخراج، ریخته گری، پالایش و ساخت شمش‌های نقره خلاصه می‌شود. این شرکت مالک بزرگترین معدن نقره جهان است، که در شهر فرسنیلو، ساکاتکاس مستقر می‌باشد.